# Isle of Man TT 1933
De Isle of Man TT 1933 was de tweeëntwintigste uitvoering van de Isle of Man TT. Ze werd verreden op de Snaefell Mountain Course, een stratencircuit op het eiland Man.

## Algemeen
| 1933 | - Eerste racegemiddelde boven 80 mph (Stanley Woods, Norton) in de Senior TT - Eerste coureur met een totaal van zes overwinningen (Stanley Woods) - Eerste team met alle podiumplaatsen in de Junior TT én de Senior TT (Norton met Stanley Woods, Jimmie Simpson, Tim Hunt en Jimmie Guthrie). |

Norton was in dit jaar niet te houden. Het pakte zowel in de Junior- als de Senior TT de eerste drie plaatsen, met overwinningen van Stanley Woods in beide klassen, die zijn totaal daarmee op zes bracht. Rudge had de strijd opgegeven. Het zette Ernie Nott, Graham Walker en Henry Tyrell-Smith in de Senior in, maar Nott werd slechts vijfde, bijna acht minuten achter Woods. De Lightweight TT werd gewonnen door Syd Gleave met een Excelsior. Frank Longman verloor het leven bij een crash bij Glentramman, in de nadering van de stad Ramsey.

## Senior TT
Stanley Woods leidde de Senior TT van start tot finish en reed het eerste racegemiddelde van meer dan 80 mijl per uur. Norton vernederde concurrent Rudge door de eerste vier plaatsen te bezetten.
| Pos | Coureur            | Merk                   | Tijd      | Snelheid  |
| --- | ------------------ | ---------------------- | --------- | --------- |
| 1   | Stanley Woods      | Norton                 | 3:15"35'0 | 81,04 mph |
| 2   | Jimmie Simpson     | Norton                 | 3:17"07'0 | 80,41 mph |
| 3   | Percy "Tim" Hunt   | Norton                 | 3:17"43'0 | 80,16 mph |
| 4   | Jimmie Guthrie     | Norton                 | 3:19"24'0 | 79,49 mph |
| 5   | Ernie Nott         | Rudge                  | 3:23"27'0 | 77,91 mph |
| 6   | A. Mitchell        | Velocette              | 3:28"10'0 | 76,14 mpj |
| 7   | John Duncan        | Cotton                 | 3:29"33'0 | 75,64 mph |
| 8   | Ginger Wood        | Jawa                   | 3:30"15'0 | 75,39 mph |
| 9   | Henry Tyrell-Smith | Rudge                  | 3:30"22'0 | 75,34 mph |
| 10  | Jack Williams      | Norton                 | 3:32"32'0 | 74,58 mph |
| 11  | G. Emery           | Sunbeam                | 3:32"42'0 | 74,52 mph |
| 12  | Tommy Spann        | Jawa                   | 3:38"40'0 | 72,48 mph |
| 13  | Vic Brittain       | Sunbeam                | 3:40"55'0 | 71,75 mph |
| 14  | Charlie Dodson     | New Imperial           | 3:41"55'0 | 71,42 mph |
| 15  | T. Hatch           | Scott-Reynolds Special | 3:58"34'0 | 66,44 mph |

| Coureur          | Merk       | Oorzaak |
| ---------------- | ---------- | ------- |
| Walter Rusk      | Sunbeam    |         |
| Arthur Simcock   | OEC        |         |
| Chris Tattersall | OK Supreme |         |
| Graham Walker    | Rudge      |         |

## Junior TT
Stanley Woods leidde ook de Junior TT van begin tot eind, maar hier was meer spanning dan in de latere Senior TT. Op de eindstreep, na 425 km racen, had hij slechts zeven seconden voorsprong op teamgenoot Percy "Tim" Hunt. Rudge liet verstek gaan, maar de Velocette KTT Mk IV was geen partij voor de Norton CJ1.
| Pos | Coureur            | Merk      | Tijd      | Snelheid  |
| --- | ------------------ | --------- | --------- | --------- |
| 1   | Stanley Woods      | Norton    | 3:23"00'0 | 78,08 mph |
| 2   | Percy "Tim" Hunt   | Norton    | 3:23"07'0 | 78,03 mph |
| 3   | Jimmie Guthrie     | Norton    | 3:26"56'0 | 76,59 mph |
| 4   | A. Mitchell        | Velocette | 3:28"48'0 | 75,91 mph |
| 5   | Henry Tyrell-Smith | Velocette | 3:30"02'0 | 75,46 mph |
| 6   | G. Emery           | Velocette | 3:30"11'0 | 75,41 mph |
| 7   | Wal Handley        | Velocette | 3:31"23'0 | 74,97 mph |
| 8   | H. Newman          | Velocette | 3:36"25'0 | 73,23 mph |
| 9   | Don Hall           | Velocette | 3:37"05'0 | 73,01 mph |
| 10  | Ernie Thomas       | Velocette | 3:37"39'0 | 72,82 mph |
| 11  | N. Bennett         | Norton    | 3:45"16'0 | 70,36 mph |
| 12  | F. Aranda          | Rudge     | 3:46"35'0 | 69,95 mph |
| 13  | S. Moses           | Velocette | 3:47"29'0 | 69,67 mpg |
| 14  | Wilf Harding       | Velocette | 3:49"13'0 | 69,15 mph |
| 15  | C. Weatherby       | Velocette | 3:50"02'0 | 68,90 mph |
| 16  | R. Loyer           | Velocette | 3:51"12'0 | 68,55 mph |

| Coureur        | Merk         | Oorzaak |
| -------------- | ------------ | ------- |
| Les Archer     | Velocette    |         |
| Leo Davenport  | New Imperial |         |
| Charlie Dodson | New Imperial |         |
| John Duncan    | Cotton       |         |
| Ted Mellors    | New Imperial |         |
| Jimmie Simpson | Norton       |         |
| Jock West      | AJS          |         |

## Lightweight TT
In de Lightweight TT had Rudge niets te vrezen van Norton, dat geen 250cc-racers bouwde. Nu moest men het echter opnemen tegen de nieuwe 250cc-Excelsior, waarmee Syd Gleave de race won. Charlie Dodson werd met een New Imperial tweede en daarna pas finishte Charlie Manders met een Rudge.
| Pos | Coureur            | Merk         | Tijd      | Snelheid  |
| --- | ------------------ | ------------ | --------- | --------- |
| 1   | Syd Gleave         | Excelsior    | 3:41"23'0 | 71,59 mph |
| 2   | Charlie Dodson     | New Imperial | 3:43"43'0 | 70,85 mph |
| 3   | Charlie Manders    | Rudge        | 3:49"08'0 | 69,17 mph |
| 4   | Leo Davenport      | New Imperial | 3:49"40'0 | 69,01 mph |
| 5   | Syd Crabtree       | Excelsior    | 3:51"33'0 | 68,45 mph |
| 6   | Mario Ghersi       | Moto Guzzi   | 3:52"46'0 | 68,09 mph |
| 7   | Ted Mellors        | New Imperial | 3:53"47'0 | 67,80 mph |
| 8   | Les Martin         | Rudge        | 3:53"49'0 | 66,82 mph |
| 9   | C. Taylor          | OK Supreme   | 3:58"45'0 | 66,41 mph |
| 10  | D. Fairweather     | Cotton       | 3:58"49'0 | 66,39 mph |
| 11  | Henry Tyrell-Smith | OK Supreme   | 4:01"39'0 | 65,62 mph |
| 12  | Don Hall           | OK Supreme   | 4:02"17'0 | 65,45 mph |
| 13  | L. Hill            | Rudge        | 4:07"10'0 | 64,12 mph |
| 14  | W. Kitchen         | Rudge        | 4:15"25'0 | 61,94 mph |
| 15  | Tommy Spann        | New Imperial | 4:26"35'0 | 59,45 mph |

| Coureur          | Merk       | Oorzaak |
| ---------------- | ---------- | ------- |
| Terzo Bandini    | Moto Guzzi |         |
| John Duncan      | Cotton     |         |
| Wal Handley      | Excelsior  |         |
| Paddy Johnston   | Cotton     |         |
| Frank Longman    | Excelsior  | Val (†) |
| Ted Merrill      | Sunbeam    |         |
| Arthur Simcock   | OEC        |         |
| Chris Tattersall | CTS        |         |

1907 · 1908 · 1909 · 1910 · 1911 · 1912 · 1913 · 1914 · Eerste Wereldoorlog · 1920 · 1921 · 1922 · 1923 · 1924 · 1925 · 1926 · 1927 · 1928 · 1929 · 1930 · 1931 · 1932 · 1933 · 1934 · 1935 · 1936 · 1937 · 1938 · 1939 · Tweede Wereldoorlog · 1947 · 1948 · 1949 · 1950 ·1951 · 1952 · 1953 · 1954 · 1955 · 1956 · 1957 · 1958 · 1959 · 1960 · 1961 · 1962 · 1963 · 1964 · 1965 · 1966 · 1967 · 1968 · 1969 · 1970 · 1971 · 1972 · 1973 · 1974 · 1975 · 1976 · 1977 · 1978 · 1979 · 1980 · 1981 · 1982 · 1983 · 1984 · 1985 · 1986 · 1987 · 1988 · 1989 · 1990 · 1991 · 1992 · 1993 · 1994 · 1995 · 1996 · 1997 · 1998 · 1999 · 2000 · 2002 · 2003 · 2004 · 2005 · 2006 · 2007 · 2008 · 2009 · 2010 · 2011 · 2012 · 2013 · 2014